# Rue Joseph-Sansbœuf
La rue Joseph-Sansbœuf est une voie du 8e arrondissement de Paris, en France.

## Situation et accès
La rue Joseph-Sansbœuf est une voie publique située dans le 8e arrondissement de Paris. Elle débute aux 6-10, rue de la Pépinière et se termine au 5, rue du Rocher.

## Origine du nom

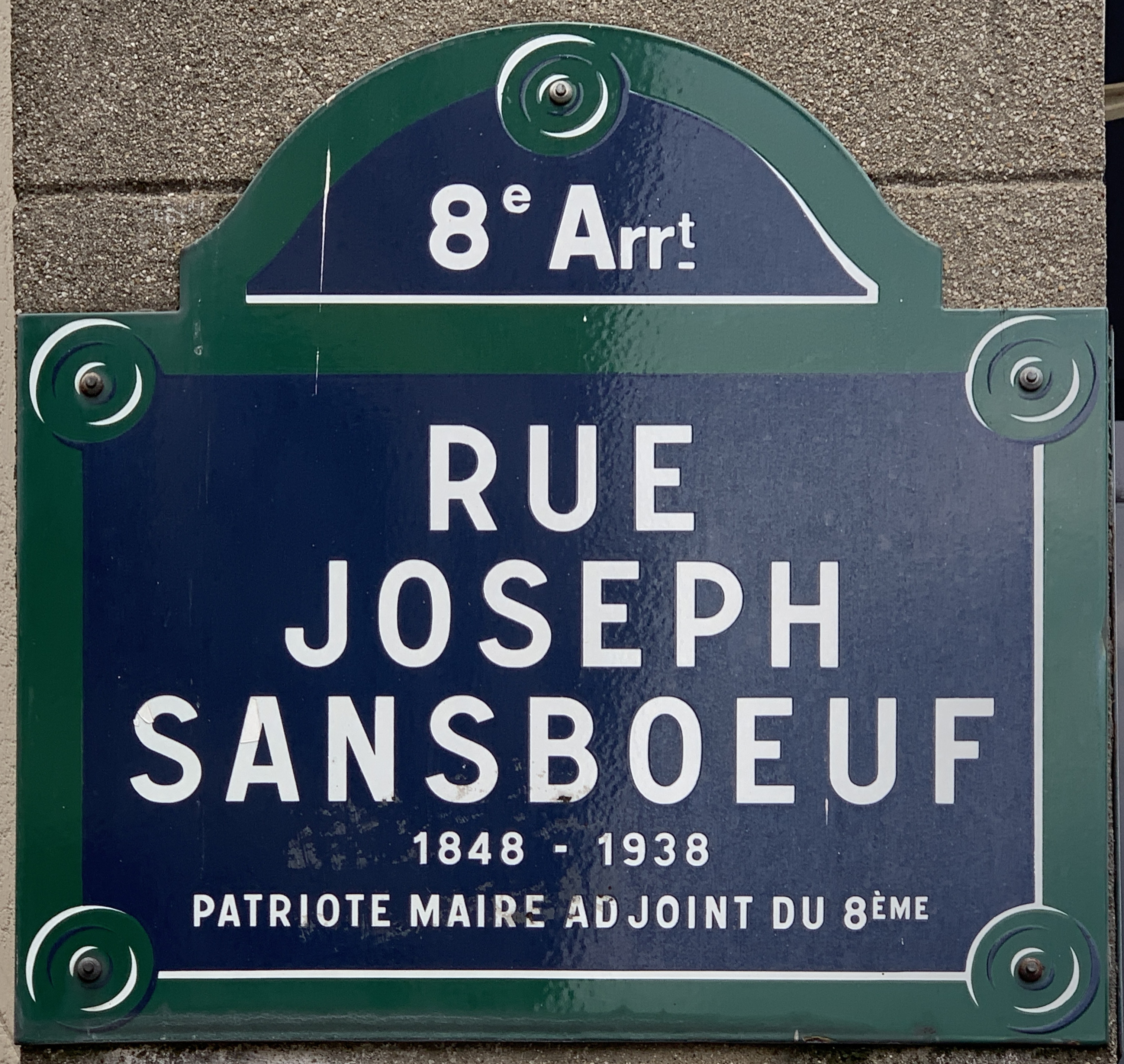
Plaque de la rue.

Elle porte le nom d'un ancien maire-adjoint de l'arrondissement Joseph Sansbœuf (1848-1938), qui a été par ailleurs président de l'Union des sociétés de gymnastique de France et la Ligue des patriotes.

## Historique
La rue fut ouverte en 1933 sur l'emplacement de l'ancienne galerie de Cherbourg.
Elle prend sa dénomination actuelle le 8 avril 1949.

## Bâtiments remarquables et lieux de mémoire
- Après l’indépendance de l’Algérie, l’Amicale des Algériens en Europe a eu son siège européen rue Joseph-Sansbœuf.